# Johann Heinrich Cancrin
Johann Heinrich Cancrin (* 10. Mai 1710 in Dörnhagen; † 20. April 1768 in Bieber) war ein Bergwerksingenieur in noch vorindustrieller Zeit.

## Familie
Johann Heinrich Cancrin, ein Sohn des Pfarrers Paul Cancrinus (1662–1734), heiratete am 23. Oktober 1733 Anna Katherina Fresenius (* 2. Juli 1713 in Frankenberg; † 1785), Tochter des hessen-darmstädtischen Berg-, Hütten- und Hammerinspektors Georg Wendelin Fresenius (* 1681; † um 1755) und seiner Frau Katharina Bichmann. Aus der Ehe gingen elf Kinder hervor, darunter Franz Ludwig Cancrin, von denen aber nur vier das Erwachsenenalter erreichten. Der Sohn Johann Philipp von Cancrin (1741–1789) wurde badischer Kammerrat, zunächst in Durlach, später in Karlsruhe.

## Beruf
Seine berufliche Karriere begann Johann Heinrich Cancrin unter seinem Schwiegervater, Berginspektor Georg Wendelin Fresenius, im Bergamt Breidenbach. 1741 wurde ihm die Leitung der Bergwerke in Bieber übertragen. Der Ort und die Bergwerke gehörten damals zur Grafschaft Hanau-Münzenberg, die 1736 an die Landgrafschaft Hessen-Kassel gefallen war. Aufgabe von Johann Heinrich Cancrin war es, den dortigen Bergbau zu sanieren und zu modernisieren, da dessen Erträge ungenügend waren.
Gegen den Widerstand der angestammten Belegschaft ging Johann Heinrich Cancrin die Modernisierung erfolgreich an, modernisierte die Wasserversorgung für die Anlagen, wobei auch der Wiesbüttsee als Wasserreservoir angelegt wurde, führte frühindustrielle Techniken ein, Becherwerke und Pochwerk, und errichtete Öfen für die unterschiedlichen Raffinerie-Prozesse, um die Metalle zu isolieren. Er war mit seiner Arbeit sehr erfolgreich und entwickelte Bieber zu einem Bergwerksort von überregionaler Bedeutung. Johann Heinrich Cancrin verstarb 58-jährig im Amt. Nachfolger wurde sein Sohn, Johann Philipp Cancrin.